# Zaharije Orfelin
Zaharije Orfelin (ur. 1726 w  Vukovarze, zm. 19 stycznia 1785 w Nowym Sadzie) – serbski działacz kulturalny, poeta, historyk, rytownik, kaligraf, tłumacz oraz autor utworów teologicznych i dydaktycznych - popularyzował stosowanie w piśmiennictwie języka słowianoserbskiego.

## Działalność
Do najważniejszych utworów Orfelina zaliczany jest poemat Płacz Serbii (1761), uważany za najlepszy serbski tekst poetycki swej epoki. Jest to barokowy utwór alegoryczny o wymowie antyaustriackiej, pisany trzynastozgłoskowym wierszem, którego wzór został zaczerpnięty z polskiej tradycji literackiej. 
Orfelin wydał w 1768 roku w Wenecji „Slavenoserbski magazin”, uważany za pierwsze czasopismo serbskie oraz pierwsze w ogóle czasopismo południowosłowiańskie, choć ostatecznie ukazał się tylko jeden numer. Na łamach pisma został zamieszczony tekst, będący manifestem programowym Orfelina, deklarujący potrzebę oświecenia narodu, demokratyzacji kultury po to, by nauka, literatura i filozofia wyszła z kręgu uczonych i służyła potrzebom zwykłych ludzi.
Dążąc do demokratyzacji języka, Orfelin próbował w tekstach zamieszczonych na łamach „Magazynu Słowianoserbskiego” zbliżyć język literacki (którym był język cerkiewnosłowiański) do żywej mowy. Efektem starań było powstanie tzw. języka słowianoserbskiego, w którym prócz elementów języka cerkiewnosłowiańskiego oraz cech zaczerpniętych z dialektów serbskich, znalazło się też dużo zapożyczeń z języka rosyjskiego.
W 1772 roku Orfelin opublikował w Wenecji Żywot Piotra Wielkiego, obszerny utwór historyczny portretujący rosyjskiego cara jako wzór monarchy oświeconego i nowoczesnego. 
Orfelin pisał również teksty dydaktyczne, takie jak pierwszy serbski elementarz, opublikowany w 1767 roku (II wydanie ukazało się drukiem w 1797) czy pierwszy serbski podręcznik do łaciny. Jest również autorem teologicznego utworu Księga przeciw papiestwu rzymskiemu, który pozostał w rękopisie oraz nieopublikowanego drukiem dzieła naukowego poświęconego botanice (Wielki zielnik serbski).
Orfelin był również wyróżniającym się rytownikiem i kaligrafem, który pozostawił po sobie wiele miedziorytów przedstawiających postacie z serbskiej historii.